# IC 4530
IC 4530 ist eine Spiralgalaxie mit aktivem Galaxienkern vom Hubble-Typ Sb pec? im Sternbild Bärenhüter am Nordsternhimmel. Sie ist schätzungsweise 310 Millionen Lichtjahre von der Milchstraße entfernt und hat einen Durchmesser von etwa 65.000 Lj. 

Im selben Himmelsareal befinden sich u. a. die Galaxien NGC 5827, IC 4524, IC 4525.
Das Objekt wurde am 26. Juli 1896 von Stéphane Javelle entdeckt.